# Mangan(II)-sulfid
Mangan(II)-sulfid ist eine chemische Verbindung zwischen Mangan und Schwefel, die in der Natur als Mineral Alabandin oder Rambergit vorkommt. Chemisch gehört es zur Klasse der Salze, genauer der Metallsulfide.

## Vorkommen
Mangansulfid kommt außer als Mineral auch als Einschluss in legierten Stählen vor, wobei sich der im Roheisen vorhandene Schwefel mit dem Mangan verbindet. Das Mangansulfid verbessert die sogenannte Zerspanbarkeit. Mangansulfidhaltige Stähle lassen sich also leichter Bohren, Fräsen oder Drehen. (Siehe Zerspanbarkeit#Nichteisen-Metalle.)

## Gewinnung und Darstellung
α-Mangan(II)-sulfid kann durch Reaktion einer Mangan(II)-salz Lösung (z. B. Mangan(II)-chlorid) mit einer heißen Ammoniumsulfid Lösung gewonnen werden.
{\displaystyle \mathrm {(NH_{4})_{2}S+\ MnCl_{2}\longrightarrow 2\ NH_{4}Cl+\ MnS} }
Die β-Modifikation kann durch Reaktion einer kalten Lösung von Mangan(II)-acetat-Tetryhydrat mit Schwefelwasserstoff dargestellt werden.
Die γ-Modifikation kann durch Reaktion von Mangan(II)-hydroxid mit Schwefelwasserstoff bei 100 °C erhalten werden.

## Eigenschaften

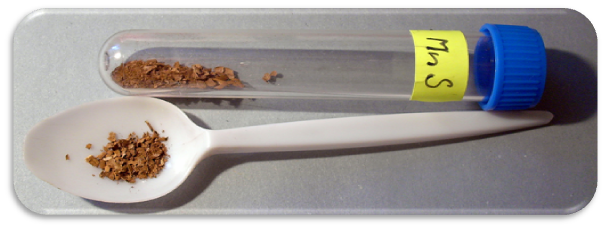
Mangan(II)-sulfid

Mangan(II)-sulfid kommt in drei Modifikationen vor. Das grüne α-Mangan(II)-sulfid hat eine Kristallstruktur vom Natriumchlorid-Typ (a = 522,4 pm). Das rote β-Mangan(II)-sulfid hat eine Kristallstruktur vom Zinkblende-Typ (a = 560 pm). Das ebenfalls rote γ-Mangan(II)-sulfid hat eine Kristallstruktur vom Wurtzit-Typ (a = 397,6 pm, c = 643,2 pm). Da die beiden roten Modifikationen metastabil sind, wandeln sie sich im trockenen Zustand ab 200 °C mit merklicher Geschwindigkeit, schneller bei 300 °C, in die stabile grüne Modifikation um. Die roten Modifikationen unterscheiden sich von der α-Modifikation auch durch ihr magnetisches Verhalten.